# نايجل كودرينغتون
نايجل باور كودرينغتون (بالإنجليزية: Nigel Powers Codrington)‏ (مواليد 5 يوليو 1979 في جورج تاون) لاعب كرة قدم غياني دولي يجيد اللعب في خط الهجوم . يلعب حاليا لصالح نادي كامبتاون جورجتاون الغوياني منذ 2009 .

## روابط خارجية
- نايجل كودرينغتون على موقع قاعدة بيانات كرة القدم.إي يو (الإنجليزية)
- نايجل كودرينغتون على موقع ناشيونال فوتبول تيمز (الإنجليزية)
- نايجل كودرينغتون على موقع عالم كرة القدم.نت (الإنجليزية)
- نايجل كودرينغتون على موقع كووورة